# Богдан Сергій Ілліч

Сергій Богдан

Сергій Ілліч Богдан (народився 12 червня 1933 в селі Мала Кошелівка Ніжинського району, помер 13 листопада 2016) — український лікар, поет, прозаїк, громадський діяч, Заслужений лікар України.

## Життєпис
Після закінчення на «відмінно» семирічки вступає спочатку до Чернігівської фельдшерської школи (тепер базовий медичний коледж), а потім його приймають як відмінника без вступних іспитів до Київського медичного інституту ім. О. О. Богомольця (акушер-гінеколог).
Два роки працював у Тернопільській області.
З 1960 мешкав у Чернігові, працював у обласному відділі охорони здоров'я, потім головним лікарем Чернігівського пологового будинку (1963—1996).
Неодноразово обирався депутатом обласної і міської рад, був головою міської «Просвіти», автором поезій і прози.

## Книга «Що совість вишила»
У 2007 році за підтримки компанії «Сан Інтербрю Україна» вийшла друком його збірка віршів та оповідань «Що совість вишила».
У першому розділі видання «Не зашерхне душа» розміщено ліричні та патріотичні твори, зокрема про перший світовий конгрес українців (1992), крутянську трагедію, дума про кобзаря Вересая.
В другому розділі книги Сергія Богдана драматичні та гостросюжетні житейські твори.

## Відзнаки
- Заслужений лікар України (1992).
- Почесний громадянин Чернігова